# Juan Méndez de Vasconcelos
Juan Méndez de Vasconcelos (ca. 1300-después de 1369), João Mendes de Vasconcelos en portugués, fue un noble portugués, hijo de Mem Rodríguez de Vasconcelos y de su primera esposa, María Martínez Zote. Ejerció el cargo de alcalde mayor de Miranda do Corvo en 1357 y de Estremoz en 1369. En 1360 fue uno de los testigos en Cantanhede del juramento del rey Pedro I de Portugal sobre su matrimonio secreto con Inés de Castro. 

## Matrimonio y descendencia
Contrajo matrimonio alrededor de 1325 con Aldara Afonso Alcoforado, hija de Vasco Afonso Alcoforado y de Beatriz Martínez Barreto.  De este matrimonio nació una hija:
- Aldonza Anes de Vasconcelos, esposa de Martín Alfonso Téllez de Meneses, asesinado el 25 de enero de 1356 en Toro por orden del rey Pedro I de Castilla. Fueron los padres de Juan Alfonso Tello, VI conde de Barcelos; Gonzalo Téllez, conde de Neiva y señor de Faria; María Téllez de Meneses, asesinada en 1379 por su segundo esposo, el infante Juan de Portugal, y de la reina Leonor Téllez de Meneses, la esposa del rey Fernando I de Portugal.